# Acar plicata

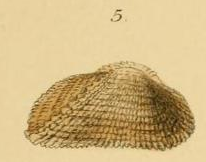
Acar plicata (Dillwyn, 1817) (aus Kobelt 1891: Taf. 47 Fig. 5)

Acar plicata ist eine Muschel-Art aus der Familie der Archenmuscheln (Arcidae) in der Ordnung der Arcida. Die ursprünglich im Pazifischen und Indischen Ozean einschließlich des Roten Meeres beheimatete Art wanderte in den 1970er durch den Sues-Kanal als Lessepsscher Einwanderer in das östliche Mittelmeer ein. Sie hat sich dort aber nicht etabliert.

## Merkmale
Das gleichklappige, stark geblähte Gehäuse hat eine maximale Länge von 30 mm. Es ist stark ungleichseitig mit den Wirbeln im vorderen Drittel des Gehäuses. Der Wirbel ist breit und nach vorne eingerollt. Es ist im Umriss trapezförmig mit einem geraden bis leicht gewölbten Dorsalrand und einem schief abgestutzten, leicht gewölbten Hinterrand. Die untere hintere Gehäuseecke läuft spitz zu bzw. kann sogar zu einer Spitze ausgezogen sein. Der Vorderrand ist mäßig gewölbt und der Ventralrand fast gerade bis leicht konkav gewölbt. Im vorderen Teil des Ventralrandes befindet sich eine kleine Einbuchtung für den Byssus. Die beiden Klappen klaffen daher geringfügig. Vom Wirbel verläuft ein mehr oder weniger ausgeprägter Kiel zum hinteren unteren Ende des Gehäuses.
Das externe Ligament liegt hinter den Wirbeln. Das Schloss ist taxodont, der Schlossrand ist schwach gewölbt. Die vorderen Zähnchen sind durch eine zahnlose Lücke in der Mitte von der hinteren Serie an Zähnchen getrennt. Die Zähnchen werden jeweils nach außen hin größer und divergieren stärker nach außen. Die zwei Schließmuskeln sind in etwa gleich groß. Die Muskelnarben sind geringfügig erhöht.
Die aragonitische Schale ist dick und festschalig. Die Ornamentierung besteht aus randparallelen Lamellen, die sich mit radialen Rippen kreuzen. Die Zwischenräume der Rippen sind geringfügig breiter als die Rippen selber. Die Ornamentierung erscheint netzförmig, wenn Rippen und Lamellen etwas abgerieben sind. Besonders im hinteren Gehäuseteil heben sich die Lamellen dachziegelartig ab; der Gehäuserand verläuft daher häufig sehr unregelmäßig. Der innere Gehäuserand ist gekerbt. Die Farbe variiert von weißlich zu beige, gelegentlich mit orange- oder pinkfarbener Tönung.

## Geographische Verbreitung, Lebensraum und Lebensweise
Die Art hat ein sehr großes Verbreitungsgebiet im westlichen Pazifischen und in den wärmeren Anteilen des Indischen Ozean einschließlich des Roten Meeres. Sie wurde schon 1939 im Sues-Kanal nachgewiesen und wanderte in den 1970er auch in das südöstliche Mittelmeer ein. Sie konnte sich aber im Mittelmeer nicht etablieren, denn später wurde sie dort nicht mehr gefunden.
Die Tiere leben sessil mit Byssusfäden angeheftet auf Korallen, Steinen und Hartgründen. Sie sind Suspensionsfiltrierer.

## Taxonomie
Das Taxon wurde 1817 von Lewis Weston Dillwyn als Arca plicata erstmals beschrieben. Die Art wurde heute allgemein anerkannt zur Gattung Acar Gray, 1857 gestellt. Sie ist de facto Typusart der Gattung Acar, da die formale Typusart der Gattung, Byssoarca divaricata G. B. Sowerby I, 1833 ein jüngeres Synonym von Arca plicata Dillwyn, 1817 ist.
In älteren Arbeiten findet sich noch Chemnitz als Autor des Taxons. Das Werk Neues systematisches Conchylien-Cabinet von Johann Hieronymus Chemnitz, in dem die Originalabbildung erschien, wurde jedoch von der Internationalen Kommission für Zoologische Nomenklatur als für nomenklatorische Zwecke zurückgewiesen und für ungültig erklärt, da das Werk die binominale Nomenklatur nicht benutzt.